# 10977 Mathlener
10977 Mathlener eller 3177 T-2 är en asteroid i huvudbältet som upptäcktes den 30 september 1973 av den nederländsk-amerikanske astronomen Tom Gehrels och det nederländska astronomparet Ingrid van Houten-Groeneveld och Cornelis Johannes van Houten vid Palomarobservatoriet. Den är uppkallad efter amatörastronomen Edwin Mathlener.
Asteroiden har en diameter på ungefär 3 kilometer.